# Alexia de Lode
Alexia de Lode, född 1737, död 1765, var en dansk gravör (kopparstickare). Hon är främst känd för sina illustrationer av danska städer, som användes i |Erik Pontoppidans Den danske Atlas (1763).